# Kobylica (Góry Opawskie)
Kobylica (niem. Kobelberg) – wzgórze w polskiej części Gór Opawskich, w Sudetach Wschodnich, o wysokości 395 m n.p.m. Położone w Dębowcu, na południe od Prudnika, w Lesie Prudnickim. Należy do Korony Parku Krajobrazowego Góry Opawskie.

## Nazwa
Nazwa wzgórza pochodzi od kobylicy, czyli zapór granicznych, lub od słowa „kobyła”. Możliwe też, że nazwa odnosi się do nazwiska dawnego właściciela lub dzierżawcy ziem w tej okolicy. Niemiecką nazwą góry było Kobelberg. Była nazywana również Wzgórzem Henryka – na cześć burmistrza Prudnika Henryka Metznera.

## Geografia
Wzgórze położone jest w północno-wschodniej części Gór Opawskich, na północnej ich krawędzi, na obszarze Parku Krajobrazowego Góry Opawskie, w Lesie Prudnickim, po północnej stronie wsi Dębowiec, w odległości ok. 4 km na południowy zachód od centrum Prudnika.
Wzniesienie porośnięte jest w większości grądem. Występuje tutaj drzewostan mieszany, m.in. świerk pospolity, sosna zwyczajna, modrzew, jodła, daglezja. Znajdują się tu zwierzęta takie jak żmija zygzakowata, salamandra plamista, kumaki, padalec, jaszczurka zwinka i żyworodna, zaskroniec pospolity i jelenie.
Na szczyt najłatwiej się dostać z drogi powiatowej Prudnik–Dębowiec, która wiedzie około 300 m od wierzchołka góry. Na północ od szczytu znajduje się kopalnia dolnokarbońskich szarogłazów „Dębowiec”. Stoki góry opadają w kierunku Złotego Potoku. Od Długoty oddziela ją przełęcz w Dębowcu, a od Zajęczej Kępy – kamieniołom.

## Historia

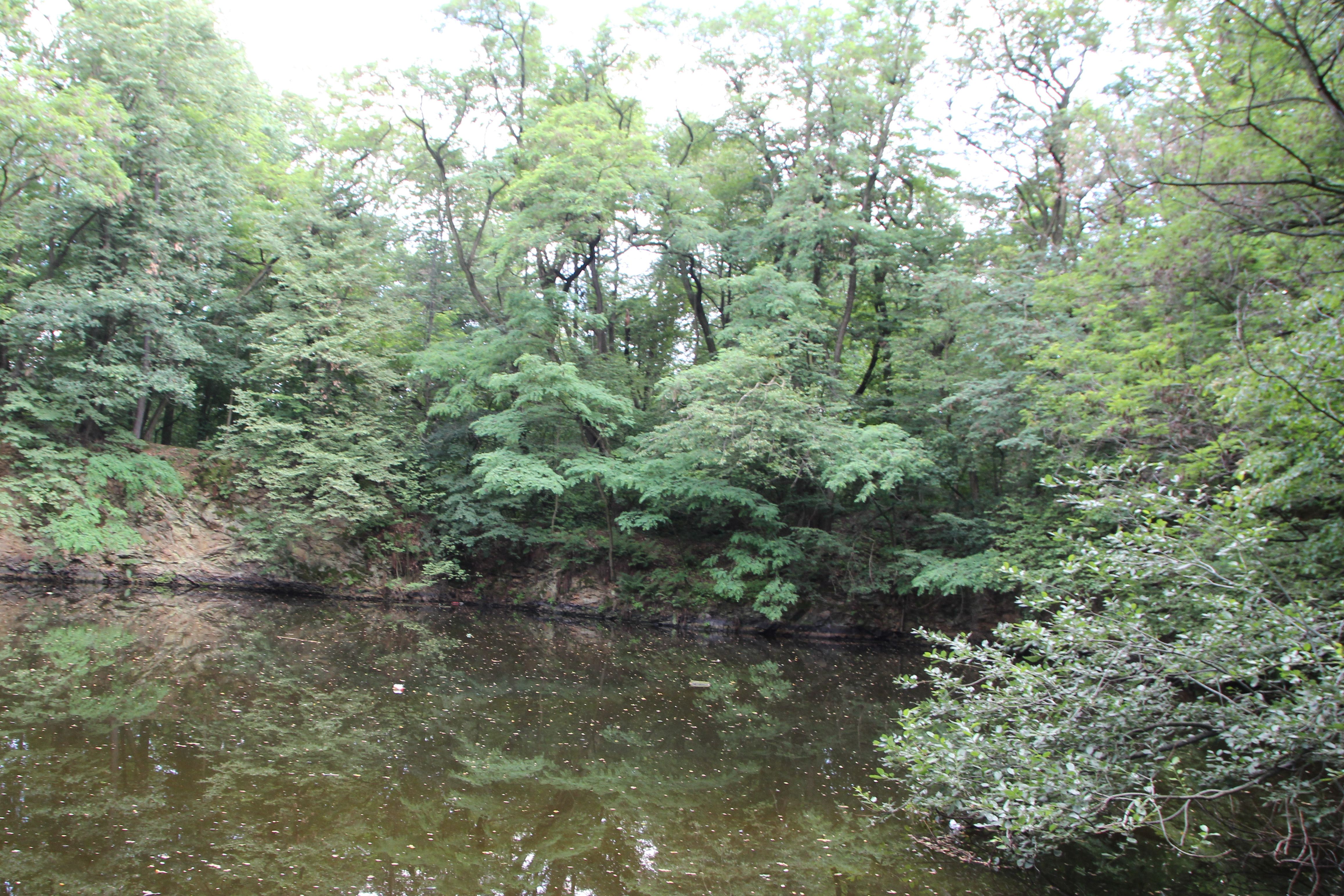
Żabie Oczko w miejscu dawnego kamieniołomu

Kobylica w znacznej części znajdowała się na terenie miejskim Prudnika. Bezleśny pas ziemi o długości 1,6 km, który wybiegał na północ i wcinał się w obszar pól Łąki Prudnickiej, wchodził w skład miejskiego folwarku „Stadt Kotzem”, który jeszcze w XIX wieku znajdował się przy obecnej asfaltowej drodze między Dębowcem i Chocimiem.
Pierwszy niewielki kamieniołom na Kobylicy mógł powstać jeszcze w średniowieczu wraz z założeniem Dębowca. Wydobycie na większą skalę rozpoczęto w 1869, kiedy to powiatowy zarząd dróg w Prudniku budował drogę z Łąki Prudnickiej do Wierzbca i potrzebował na ten cel kamienia. Wówczas na stokach Kobylicy utworzono jeden z największych kamieniołomów w Górach Opawskich. Po zakończeniu wydobycia, wyrobisko kamieniołomu zostało zalane wodami opadowymi. Staw powstały w tym miejscu nosi nazwę „Żabie Oczko”.
W 1911 z inicjatywy nauczyciela religii w gimnazjum w Prudniku (obecnie I Liceum Ogólnokształcące im. Adama Mickiewicza) profesora Alfonsa Nowacka na szczycie Kobylicy wzniesiony został granitowy pomnik poety Josepha von Eichendorffa. Jego poświęcenie nastąpiło 30 sierpnia 1911. W uroczystości uczestniczyli nauczyciele akademiccy, pedagodzy, żołnierze prudnickiego garnizonu, przemysłowcy, leśnicy, rolnicy, franciszkanie z klasztoru w Prudniku-Lesie, prudniccy bonifratrzy, rzemieślnicy, studenci, uczniowie szkół średnich i podstawowych oraz burmistrz Prudnika Paul Lange.
Po II wojnie światowej do Żabiego Oczka na Kobylicy wrzucano niepotrzebny poniemiecki sprzęt wojskowy. Według miejscowej legendy, w Żabim Oczku rzekomo miał zostać zatopiony czołg, jednakże gdy jeszcze w czasie PRL-u chwilowo wypompowano z wyrobiska wodę, na dnie znaleziono jedynie broń, amunicję i inny sprzęt wojskowy.
W latach powojennych, na północ od Kobylicy powstał nowy kamieniołom, na miejscu którego w przyszłości (po zakończeniu eksploatacji) ma powstać sztuczne jezioro dostępne dla wędkarzy i do celów rekreacyjnych.

## Turystyka

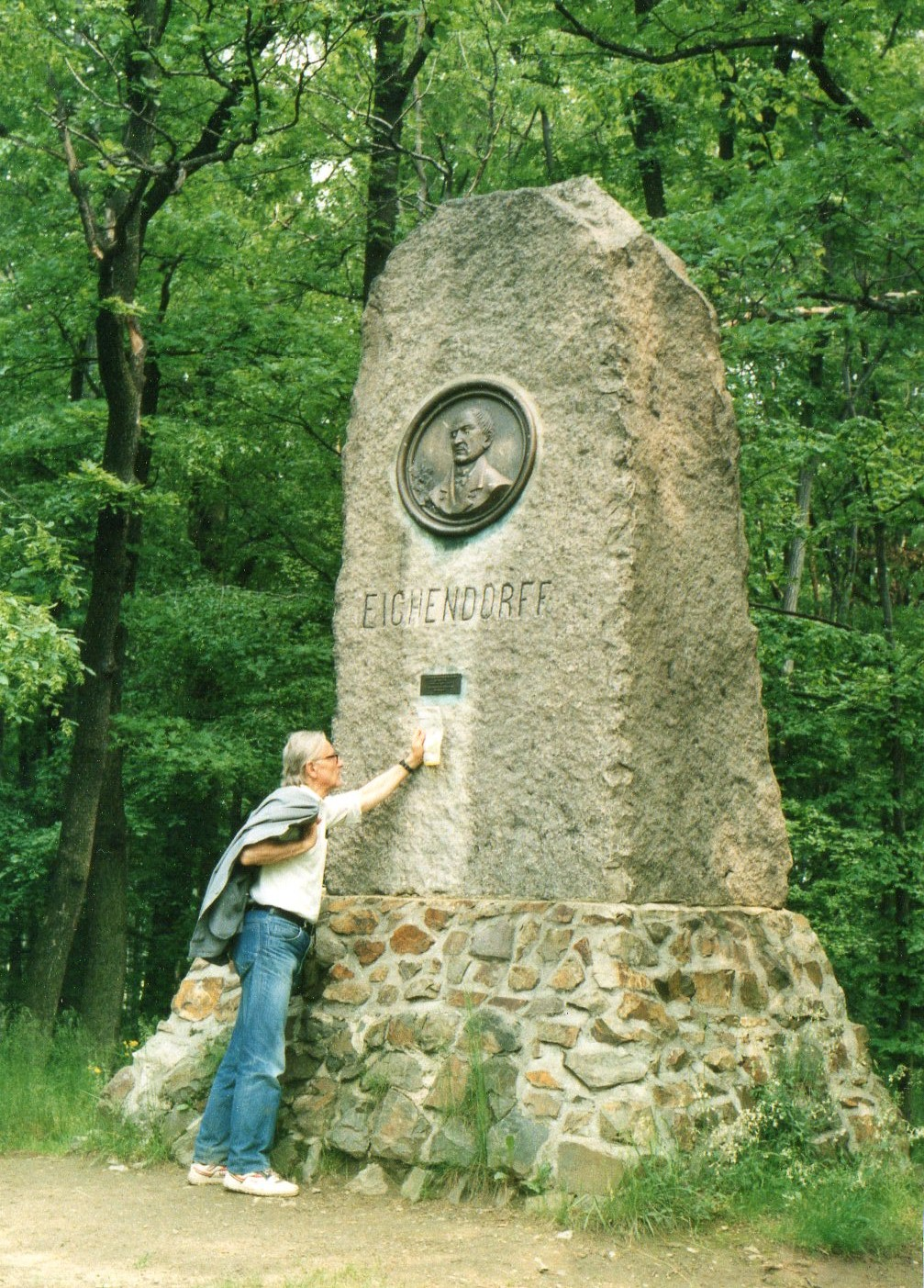
Pomnik Josepha von Eichendorffa

Kobylica jest jednym z najchętniej odwiedzanych szczytów w Górach Opawskich, głównie ze względu na znajdujący się na niej pomnik Josepha von Eichendorffa. Prudnickie koło mniejszości niemieckiej organizuje tu konkursy poezji Eichendorffa. Przy asfaltowej drodze pod wzniesieniem został utworzony parking samochodowy.

### Szlaki turystyczne
W rejonie Kobylicy przebiegają szlaki turystyczne:
- Główny Szlak Sudecki im. Mieczysława Orłowicza (440 km): Prudnik – Świeradów-Zdrój
- Szlak Historyczny Lasów Królewskiego Miasta Prudnik (17,5 km): Park Miejski w Prudniku – stare dęby w Prudniku – Kapliczna Góra – Kobylica – Dębowiec – rozdroże pod Trzebiną – sanktuarium św. Józefa w Prudniku–Lesie – Prudnik-Lipy – Park Miejski w Prudniku
- Ścieżka dydaktyczna „Las Prudnicki” (7 km): ul. Dąbrowskiego w Prudniku – stare dęby w Prudniku – Kobylica – sanktuarium św. Józefa w Prudniku–Lesie – ul. Dąbrowskiego w Prudniku

### Szlaki rowerowe
W rejonie Kobylicy przebiegają szlaki rowerowe:
- Wokół Lasu Prudnickiego – Pętla II (13,5 km): Prudnik – sanktuarium św. Józefa w Prudniku–Lesie – rozdroże pod Trzebiną – Dębowiec – Prudnik
- Via Montana (9 km): Prudnik – Dębowiec – Wieszczyna – Jindřichov

## Nawiązania i odniesienia w kulturze
Pomnik Eichendorffa na Kobylicy odwiedzali Hirschke i Sibylle – postacie z powieści Lato umarłych snów autorstwa niemieckiego pisarza Harry’ego Thürka, przedstawiającej sytuację Niemców w Prudniku tuż po II wojnie światowej.